# Pandemic Studios
Pandemic Studios，是一家游戏开发商，成立于1998年。2007年到2009年之间成为了美国艺电所拥有的公司，不久之后关闭。该公司是美国和澳大利亚的游戏开发商，在美国加利福尼亚州洛杉矶和澳大利亚的布里斯班有办事处。著名游戏包括《Full Spectrum Warrior》、星球大战：前线 (2004年游戏)、《Dark Reign 2》、《Destroy All Humans!》、《Mercenaries: Playground of Destruction》、《Mercenaries 2: World in Flames》、星球大战：前线II (2005年游戏)、and 《The Saboteur》。